# Gimcheon Sangmu Football Club
Sangju Sangmu FC é um clube da Primeira Divisão, conhecida como K League, do Futebol Sul-Coreano.